# پارک شبه‌ملی کیوشو چوئو سانچی
پارک شبه‌ملی کیوشو چوئو سانچی (به لاتین: Kyūshū Chūō Sanchi Quasi-National Park) یک منطقهٔ مسکونی در ژاپن است که در استان کوماموتو واقع شده‌است.